# Pieter Jelles Troelstra

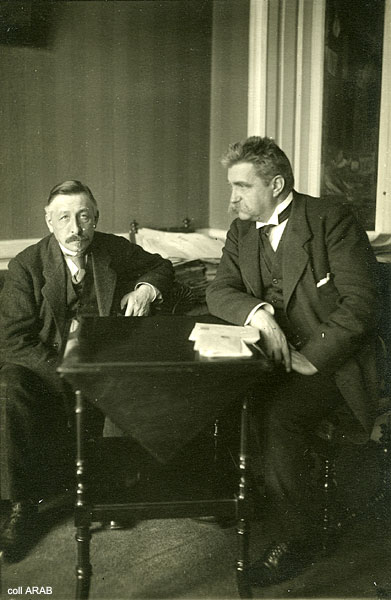
Pieter Jelles Troelstra (links) zusammen mit Hjalmar Branting auf der schwedischen Friedenskonferenz 1917 in Stockholm

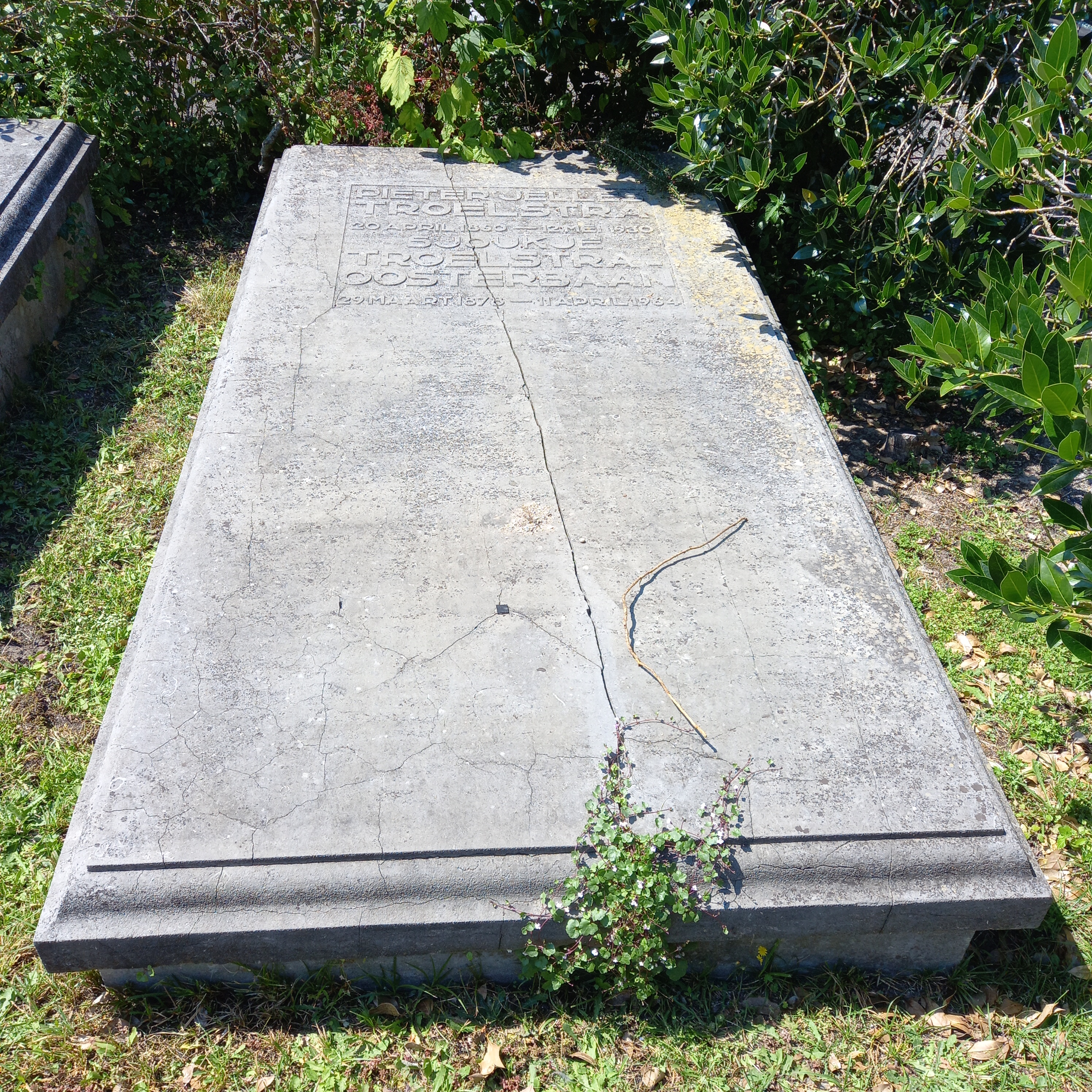
Das Grab von Pieter Jelles Troelstra und seiner Ehefrau Sjoukje Oosterbaan auf dem Algemene Begraafplaats Kerkhoflaan in Den Haag

Pieter Jelles Troelstra (* 20. April 1860 in Leeuwarden, Niederlande; † 12. Mai 1930 in Den Haag) war ein Gründungsmitglied der SDAP (Sozial-Demokratischen Arbeiter Partei) in den Niederlanden und ein, vor allem in Friesland, bekannter Dichter. 

## Leben
Pieter Jelles Troelstra wuchs in Stiens, einem Ortsteil von Leeuwarderadeel, auf. Schon während seiner Zeit auf dem Gymnasium zeigten sich bei ihm erste Ansätze seiner späteren Laufbahn. Zeitgenossen beschrieben seine „Kämpfernatur“ und sein Talent als Organisator und als Literat. Er kam schon früh mit den Schriftstellern Tsjalling Halbertsma und Onno Systra in Kontakt. Mit letzterem redigierte er 1881 das Gedichtebündel It jonge Fyslân (Das junge Friesland). Mit Oebele Stelingwerf gründete er die Theatergruppe Gysbert Japiks.
Nach seinem Schulabschluss studierte Troelstra von 1882 bis 1888 Jura an der Reichsuniversität Groningen. Seine literarischen Aktivitäten führte er in dieser Zeit weiter. 1884 gab er den Groninger Studentenalmanach heraus. Er arbeitete in der Redaktion der Literaturzeitschrift For hûs en hiem (Für Haus und Heim) und für das Nij Frysk lieteboek (Neues Friesisches Liedbuch), welches 1886 erschien. 1887 war er Assessor Primus des Senates der Studentenverbindung Vindicat atque Polit. Zudem arbeitete er weiter an seiner politischen Karriere, sowohl in der Friesischen als auch der sozialistischen Bewegung.
Pieter Jelles Troelstra heiratete 1888 Sjoukje Bokma de Boer. Seine Frau wurde unter dem Pseudonym „Nienke van Hichtum“ als Kinderbuchautorin bekannt. Mit ihr zusammen bekam er zwei Kinder: Dieuwke, die später den Architekten, Bildhauer, Innenarchitekten  und Anthroposophen Paul Bay heiratete, und Jelle (1891–1979), der ein bekannter Zeichner, Maler und Graphiker wurde.
Nach seinem Studium ließ sich Pieter Jelles Troelstra als Anwalt in Leeuwarden nieder. Hier wurde er 1890 Mitglied der Friese Volkspartij (Friesischen Volkspartei). Nach längerem Abwägen beschloss er schließlich, seine politische Arbeit ganz und gar auf die sozialistische Bewegung zu konzentrieren.
1892 besuchte die Regentin Emma und ihre zwölfjährige Tochter, die spätere Königin Wilhelmina, die Stadt Leeuwarden. Aus diesem Anlass demonstrierten die örtlichen Sozialisten. Auf ihre Demonstration reagierten ihre Gegner mit antisozialistischen Unruhen. Troelstra vertrat als Anwalt seine Parteigenossen, deren Wohnung von Königsgetreuen geplündert worden war. Das kostete ihn Ansehen in der Leeuwarder Bürgerschaft; mit seiner Anwaltskanzlei ging es daraufhin bergab.
Nachdem Troelstra einige Zeit in Utrecht gearbeitet hatte, zog er 1893 nach Amsterdam um. Im Jahr 1894 war er Mitbegründer der Sociaal Democratische Arbeiders Partij (SDAP, Sozialdemokratische Arbeiterpartei). 1897 wurde er für den Wahlbezirk Tytsjerksteradiel als einer von zwei SDAP-Abgeordneten in die Zweite Kammer des niederländischen Parlaments gewählt. Dort präsentierte er sich vor allem als überzeugter Antimonarchist. Er weigerte sich beim Prinsjesdag, der Eröffnung des Parlaments, anwesend zu sein und organisierte stattdessen Demonstrationen in Den Haag.
Neben seiner politischen Aktivität arbeitete er noch immer als Rechtsanwalt. So erlangte er eine gewisse Bekanntheit durch die Vertretung der Gebrüder Hogerhuis. Der Prozess gegen die drei des Raubes beschuldigten Brüder, die stets ihre Unschuld beteuerten, erfuhr große Aufmerksamkeit und wurde von der sozialistischen Bewegung benutzt, um das Rechtssystem in Frage zu stellen. Im Zusammenhang mit diesem Fall musste Troelstra allerdings eine einmonatige Gefängnisstrafe wegen Missachtung des Gerichts absitzen.
Als die SDAP 1900 mit finanzieller Unterstützung der deutschen Schwesterpartei SPD die Tageszeitung Het Volk (Das Volk) gründete, wurde Troelstra deren Chefredakteur. Doch schon 1903 tauschte der Parteivorstand ihn aus und ersetzte ihn durch den Journalisten Pieter Lodewijk Tak.
Bei den Wahlen von 1901 gewann die SDAP sechs Sitze. Troelstra konnte sich in seinem eigenen Wahlbezirk Tytsjerksteradiel allerdings nicht durchsetzen und musste das Parlament kurzzeitig verlassen. Doch bei einer Nachwahl in Amsterdam gelang Pieter Jelles der Wiedereinzug ins Parlament, dem er fortan bis 1925 angehörte.
Troelstra hoffte auf das Aussterben der Monarchie mit Wilhelmina, da es so aussah, als würde die Ehe der Königin mit dem Prinzen Hendrik kinderlos bleiben. Als Ministerpräsident Heemskerk am 22. Dezember 1908 die zu erwartende Geburt einer Thronfolgerin bekannt gab und dem Königspaar unter lautem Jubel des Parlaments Glückwünsche aussprach, ergriff Troelstra das Wort und erklärte, dass die Glückwünsche nicht im Namen aller Mitglieder des Parlaments ausgesprochen worden waren. Damit erregte er Abscheu in der Bevölkerung und bei den Abgeordneten der anderen Fraktionen. Auch seine eigene Fraktion missbilligte sein Verhalten. Die von der SDAP erwarteten Zugewinne bei den folgenden Wahlen blieben daraufhin aus.
Die Ehe von Pieter Jelles und Sjoukje Troelstra war nach seinem Umzug nach Amsterdam durch seine ständige Abwesenheiten belastet. Sie zerbrach an dem außerehelichen Verhältnis Troelstras zu seiner Haushälterin. 1907 wurden Pieter Jelles und Sjoukje Troelstra geschieden. Kurz nach seiner Scheidung heiratete er Sjoukje Osterbaan.
Toelstra begann wieder sich mehr der Literatur zu widmen. Er publizierte 1908 seinen berühmt gewordenen Gedichtband Rispinge (Ernte), ein Werk, das in einer Zeit moralisierender Dichtkunst durch seine Offenheit und den persönlichen Charakter der Gedichte auffiel. In der SDAP kam es währenddessen zu schweren Richtungskämpfen, die letztendlich zur Abspaltung des linken Flügels der Partei und zur Gründung der Communistische Partij van Nederland (CPN, Kommunistische Partei der Niederlande) führte. Troelstra blieb weiterhin Mitglied der SDAP.
Nach dem Ausbruch der Novemberrevolution in Deutschland sah Troelstra seine Chance, die niederländische Bevölkerung 1918 zu einer sozialistischen Revolution aufzurufen. Seinen Aufrufen wurde allerdings kein Gehör geschenkt. Das war für Troelstra eine große Enttäuschung. Er begann sich allmählich aus der Politik zurückzuziehen. In den letzten Jahren seines Lebens schrieb er unter dem Titel Gedenkschriften seine Memoiren. Pieter Jelles Troelstra starb am 12. Mai 1930 in Den Haag.

## Gedenken und Nachleben
1973 ehrte die Gemeinde Leeuwarden Troelstra mit der Stiftung eines neuen Literaturpreises, dem ‚Piter Jelle Preis’.
Die Geschichte seiner Ehe mit Nienke van Hichtum (friesisch Nynke fan Hichtum) erzählt der Film Nynke (Regie; Pieter Verhoeff), mit Jeroen Willems als Troelstra und Monic Hendrickx als Nienke.

## Schriften
- 1881: Fryske Brilloftswille
- 1881: Oan 'e Sédyk
- 1881: Wiersizzer fan âlde Foekje fan Heech
- 1881: It jonge Fryslân
- 1885: Fij, Lútsen!
- 1886: Nei de Stoarm
- 1886: Nij Frysk Lieteboek
- 1909: Rispinge
- 1910: Fen Liet en Libben
- 1930: Gedenkschriften